# L'uomo che non è mai esistito
L'uomo che non è mai esistito (The Man Who Never Was) è un film del 1956 diretto da Ronald Neame e tratto dal libro (1954) di Ewen Montagu sull'Operazione Mincemeat.

## Trama
Londra, primavera del 1943. I servizi segreti britannici, mentre è alle porte lo sbarco in Sicilia, hanno l'idea di far ritrovare sulle rive spagnole il corpo di un ufficiale, con indosso falsi documenti, per far credere ai tedeschi che lo sbarco non avverrà in Sicilia, ma in Grecia.
L'idea incontra non poche perplessità tra i generali, ma ottiene l'approvazione del primo ministro inglese e perciò viene attuata. Si utilizza il corpo di un giovane morto di polmonite, dopo aver ottenuto il consenso di suo padre. L'operazione sembra aver successo, ma i servizi segreti tedeschi si mettono all'opera per verificare la reale attendibilità del ritrovamento.

## Distribuzione
Fu presentato in concorso al 9º Festival di Cannes.

## Critica
Il Morandini commenta: «è un impeccabile film di genere: efficiente mestiere, attenta cura di particolari, suspense, humor, antiretorica».